# Ozyptila bejarana
Ozyptila bejarana är en spindelart som beskrevs av Urones 1998. Ozyptila bejarana ingår i släktet Ozyptila och familjen krabbspindlar.
Artens utbredningsområde är Spanien. Inga underarter finns listade i Catalogue of Life.